# Amphithéâtre de Metz

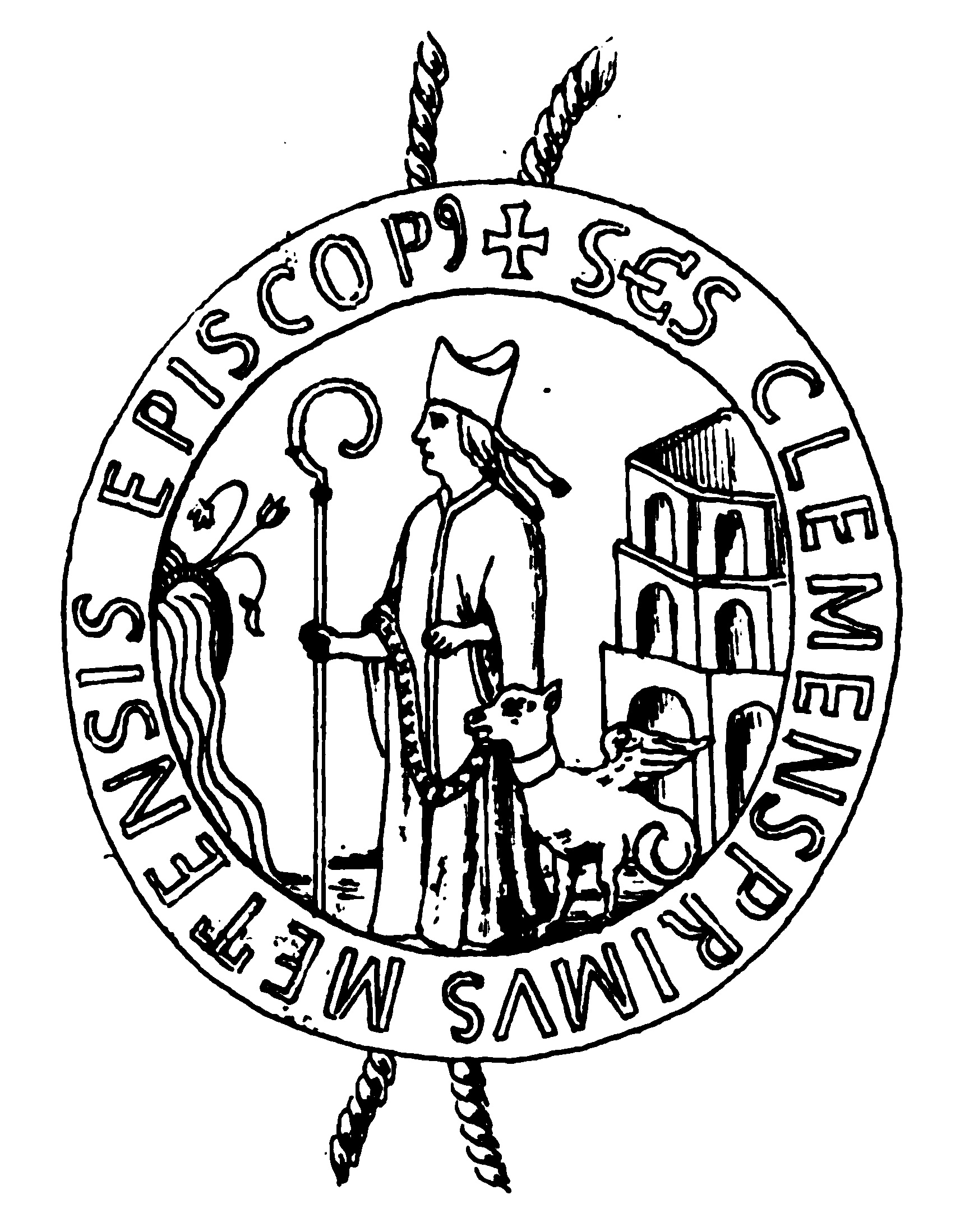
Sceau de l’abbaye Saint-Clément en 1300. Saint Clément devant l’amphithéâtre de Metz.

L’amphithéâtre de Metz, dit « le grand amphithéâtre », est construit vers la fin du Ier siècle ou dans la première moitié du IIe siècle
dans le quartier des basiliques de Divodurum Mediomatricorum en Gaule belgique, aujourd’hui quartier du Sablon de Metz (et futur nouveau quartier de l’Amphithéâtre). Il était l'un des plus grands amphithéâtres édifiés en Gaule romaine, l’un des dix plus grands amphithéâtres construits par les Romains, et si l’on se réfère à la seule longueur de son grand axe (158 m.), le troisième plus grand du monde romain, après le Colisée et celui de Capoue. 
L’édifice de jeux s’étendait de l'ancienne gare de Metz-Marchandises jusqu’à l’actuel passage de l’Amphithéâtre.

## Description
L’édifice mesurait 148 mètres de long pour 124 mètres de large et 35 mètres de hauteur. L’arène est semblable aux arènes de Vérone dans sa construction ; elle avait 65 mètres de grand axe et 41 mètres de petit axe. D’après les restes de l’enceinte et les murs retrouvés en 1902, l’édifice possédait 76 arcades et une série de 50 gradins. Il avait trois étages d’arcades superposées, soit une hauteur approximative de trente mètres de haut pour la façade. On estime qu’il possédait quelque 25 000 places.
Les fouilles allemandes de 1902-1903 ont montré son élévation encore conservée jusqu’à 3,50 m au centre de l’arène.

## Histoire de l’amphithéâtre et de son quartier antique
La légende attribue l’honneur de sa construction à un chevalier Troyen nommé Arenus. Jean le Châtelain attribue sa fondation et son inauguration à l’empereur Auguste lui-même mais des indices laissent penser que ce fut sous le règne de l’empereur Vespasien par des éléments de la 21e légion.
Sous les ordres de Végésonius, un magistrat médiomatrice qui a obtenu l’autorisation de latiniser son nom, on peut estimer à 6 000 hommes de cette légion, le nombre de centurions, soldats, vexillaires et auxiliaires qui furent affectés à l’extraction des pierres, dites « grandes oolithes blanches » des carrières de Norroy, près de Pont-à-Mousson, qui servirent d’ailleurs également à la construction de l’aqueduc de Gorze à Metz.
L’édifice est utilisé pour les jeux jusqu’au IIIe siècle. Puis la tradition raconte que l’occupation du secteur se maintient : le premier évêque de Metz, saint Clément, y édifie un oratoire dédié à saint Pierre : Saint-Pierre-aux-Arènes. Cette tradition serait confortée par Paul Diacre, moine et historien du VIIIe siècle et par les découvertes lors des fouilles allemandes de 1902 d’épitaphes paléochrétiennes du Ve siècle.
À une quinzaine de mètres au sud l’amphithéâtre a été découvert un très large et profond fossé, vraisemblablement défensif, qui épouse la courbe de l’édifice et dont la datation reste encore imprécise. Son comblement a livré de nombreux blocs calcaires sculptés provenant de l’amphithéâtre et une importante quantité de mobilier archéologique.
Un faubourg s’est développé autour de l’amphithéâtre du IIe au VIe siècle. Les fouilles du parking de la gare, en 1995, ont montré la continuité au nord entre le centre-ville et l’amphithéâtre. Au sud, le Sablon était parcouru par deux grands axes routiers, dont la voie de la Meurthe qui longe la rive gauche de la Seille jusqu’à l’amphithéâtre, probablement sur le tracé de l’actuelle avenue André-Malraux. Cet axe se poursuit jusqu’à la rue Vauban où il a été reconnu en 1995.
L’amphithéâtre fut progressivement ruiné par le pillage des pierres qui servirent sans doute à la construction de la muraille romaine et de divers autres édifices de la ville. L’édification de la première enceinte de remparts de la ville à la fin du IIIe ou au IVe siècle laisse l’amphithéâtre extra-muros, sans marquer pour autant l’abandon du quartier : des vestiges du IVe siècle sont mis en évidence à l’intérieur et à l’extérieur de l’édifice.
Le quartier change d’aspect à la fin du IIIe siècle. La voie reste en fonction mais les bâtiments sont démontés et les matériaux de construction récupérés. Quelques sépultures sont installées sans former de véritable nécropole. Le quartier de l’amphithéâtre revêt une importante fonction funéraire à l’image d’une grande partie du Sablon.
L’amphithéâtre reste un noyau de vie en dehors des murs de la cité. À partir du Ve siècle sont creusées de nombreuses et imposantes fosses dépotoirs particulièrement riches en matériel divers : verre décoré, outils de tissage, pots en céramique présentant parfois des motifs chrétiens, déchets de métallurgie (scories et fragments de four), rejets de boucherie, cornes de cervidés travaillées et peignes en os finement décorés (tabletterie), objets en métal. Ces différents éléments laissent supposer la proximité d’un quartier artisanal diversifié.
Les seules traces d’occupation visibles après le VIe siècle correspondent à une mise en culture de l’ensemble du site se traduisant par un apport
de compost et le développement sur quelque 80 cm d’épaisseur de couches sombres, les « terres noires ». Qui plus est, la densité des vestiges semble diminuer au fur et à mesure que l’on s’éloigne de l’amphithéâtre. Aux siècles suivants, les limites urbaines de Metz s’étendent en intégrant parfois des champs cultivés. Les remparts médiévaux reprennent ces limites en densifiant l’habitat intra-muros.
En 1300, l’amphithéâtre figure sur le sceau de l’abbaye Saint-Clément. En 1610, les ruines comptent encore plus de 50 colonnes. Une gravure de Chastillon de 1614 montre l’édifice en ruine ainsi qu’un plan de 1736.
De mars 2006 jusqu’en 2007, une opération de fouille, réalisée durant la construction d’un parking sous le parvis du centre Pompidou-Metz et menée par l’Inrap, met au jour l’histoire d’un quartier antique inédit contigu à l’amphithéâtre. Auparavant, l’amphithéâtre a toujours été présenté comme étant isolé entre l’enceinte de la ville et les nécropoles du Sablon. Les résultats des fouilles ne permettent pas d’établir de lien entre ces vestiges et la réoccupation hypothétique de l’amphithéâtre par saint Clément. Saint-Pierre-aux-Arènes apparaît dans les textes à partir du VIIIe siècle. Le bourg alentour ne semble pas avoir laissé de traces archéologiques durant tout le haut Moyen Âge — du VIe au XIIe siècle — et la présence d’une église et d’une nécropole n’est attestée qu'au XIIe siècle. Ces faubourgs, extérieurs aux fortfications de la ville, sont détruits lors du siège de Metz de 1444.
Le quartier est voué aux fonctions militaires après le siège de 1552, et ce, jusqu’au début du XXe siècle. En 1737, Cormontaigne fait édifier la redoute de la Seille, un fort bastionné en avant des fortifications de la cité, sur le site de l’amphithéâtre qui fait alors l’objet d’un premier repérage marquant l’attention des aménageurs du XVIIIe siècle. La vocation du quartier restera militaire jusqu’à l’édification de la gare de marchandises dans les années 1900. Les fondations de l’amphithéâtre sont à nouveau mises au jour lors des fouilles de 1902-1903 à l’occasion des travaux de construction de la nouvelle gare de Metz et de la gare de Metz-Marchandises. Quelques éléments alors exhumés sont exposés aux musées de Metz.
Au début du XXIe siècle, l’urbanisation du « nouveau » quartier de l’Amphithéâtre et l’un des grands projets de la communauté d’agglomération de Metz-Métropole.